# Pérignat-sur-Allier
Pérignat-sur-Allier est une commune française, située dans le département du Puy-de-Dôme en région Auvergne-Rhône-Alpes.
Comme Béville-le-Comte, Pérignat se considère comme la capitale mondiale de l'épouvantail. La commune se situe au sud-est de Clermont-Ferrand. Elle fait partie de l'aire d'attraction de Clermont-Ferrand.
Ses habitants sont appelés les Pérignatois.

## Géographie

### Localisation
La commune est située sur les rives de l'Allier, au sud-est de Clermont-Ferrand, et proche du parc naturel régional Livradois-Forez à environ 6 km.
Le bourg est situé à trois kilomètres au sud-est de Cournon-d'Auvergne, la plus grande ville aux alentours, 2e du département en nombre d'habitants.
Cinq communes sont limitrophes (six en incluant le quadripoint avec Le Cendre) :
Les communes limitrophes sont Cournon-d'Auvergne, La Roche-Noire, Saint-Bonnet-lès-Allier, Saint-Georges-sur-Allier et Mur-sur-Allier.
| Cournon-d'Auvergne      | Mur-sur-Allier      | Saint-Bonnet-lès-Allier  |
|                         | Pérignat-sur-Allier |                          |
| Le Cendre (quadripoint) | La Roche-Noire      | Saint-Georges-sur-Allier |

### Géologie, relief et hydrographie
Situé à 335 mètres d'altitude, la rivière Allier, rivière à saumons. L'Allier est le principal cours d'eau qui longe le village.

### Transports
La commune est traversée par les routes départementales 1 (reliant Pont-du-Château et Dallet au nord à Mirefleurs et Vic-le-Comte au sud) et 212 (reliant Clermont-Ferrand et Cournon-d'Auvergne à l'ouest et Billom à l'est), ainsi que la D 81 menant au nord-est à Saint-Bonnet-lès-Allier et Chauriat.
Depuis le 1er janvier 2018, la commune adhère au syndicat mixte des transports en commun de l'agglomération clermontoise (SMTC). La ligne 37 du réseau T2C relie Dallet à la place Joseph-Gardet à Cournon-d'Auvergne, via Pérignat-sur-Allier.

### Climat
Pour des articles plus généraux, voir Climat d'Auvergne-Rhône-Alpes et Climat du Puy-de-Dôme.
En 2010, le climat de la commune est de type climat océanique dégradé des plaines du Centre et du Nord, selon une étude du Centre national de la recherche scientifique s'appuyant sur une série de données couvrant la période 1971-2000. En 2020, Météo-France publie une typologie des climats de la France métropolitaine dans laquelle la commune est exposée à un climat de montagne ou de marges de montagne et est dans la région climatique Nord-est du Massif Central, caractérisée par une pluviométrie annuelle de 800 à 1 200 mm, bien répartie dans l’année.
Pour la période 1971-2000, la température annuelle moyenne est de 11,1 °C, avec une amplitude thermique annuelle de 16,3 °C. Le cumul annuel moyen de précipitations est de 627 mm, avec 9 jours de précipitations en janvier et 6,7 jours en juillet. Pour la période 1991-2020, la température moyenne annuelle observée sur la station météorologique de Météo-France la plus proche, « Clermont-Ferrand », sur la commune de Clermont-Ferrand à 13 km à vol d'oiseau, est de 12,1 °C et le cumul annuel moyen de précipitations est de 563,4 mm,. Pour l'avenir, les paramètres climatiques de la commune estimés pour 2050 selon différents scénarios d'émission de gaz à effet de serre sont consultables sur un site dédié publié par Météo-France en novembre 2022.

## Urbanisme

### Typologie
Au 1er janvier 2024, Pérignat-sur-Allier est catégorisée bourg rural, selon la nouvelle grille communale de densité à sept niveaux définie par l'Insee en 2022.
Elle appartient à l'unité urbaine de Pérignat-sur-Allier, une agglomération intra-départementale regroupant deux  communes, dont elle est ville-centre,,. Par ailleurs la commune fait partie de l'aire d'attraction de Clermont-Ferrand, dont elle est une commune de la couronne,. Cette aire, qui regroupe 209 communes, est catégorisée dans les aires de 200 000 à moins de 700 000 habitants,.

### Occupation des sols
L'occupation des sols de la commune, telle qu'elle ressort de la base de données européenne d’occupation biophysique des sols Corine Land Cover (CLC), est marquée par l'importance des territoires agricoles (58,8 % en 2018), en diminution par rapport à 1990 (72,1 %). La répartition détaillée en 2018 est la suivante : terres arables (56,3 %), zones urbanisées (20,2 %), eaux continentales (7,7 %), forêts (7 %), mines, décharges et chantiers (6,4 %), zones agricoles hétérogènes (2,5 %). L'évolution de l’occupation des sols de la commune et de ses infrastructures peut être observée sur les différentes représentations cartographiques du territoire : la carte de Cassini (XVIIIe siècle), la carte d'état-major (1820-1866) et les cartes ou photos aériennes de l'IGN pour la période actuelle (1950 à aujourd'hui).

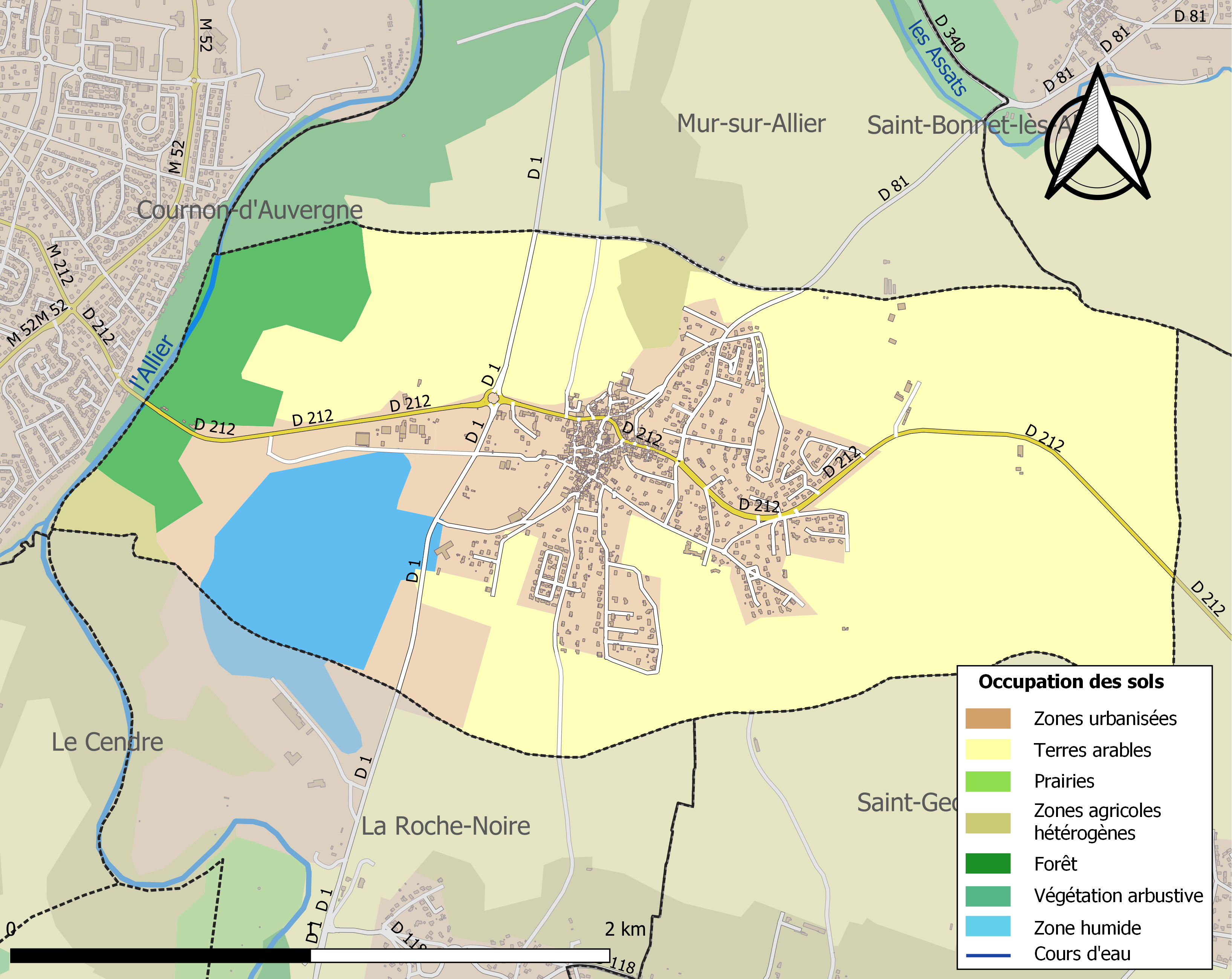
Carte des infrastructures et de l'occupation des sols de la commune en 2018 (CLC).

## Toponymie
Le premier nom de Pérignat est Patrinoacum. Le hameau primitif s'est développé à partir de la villa de Patrinius, un important propriétaire terrien. Pour les Romains, une villa représentait un ensemble de bâtiments se dressant au centre d'une immense exploitation agricole (culture fruits et céréales ; élevage) parfois de plusieurs centaines d'hectares.
Au Moyen Âge, le village se nomme « Payrinhac » (manuscrit de 1240, en ancien occitan où « nh » est équivalent au « gn » français). Au XVe siècle, le village prend le nom de « Pérignat oultre l'Allier » (de l'autre côté de l'Allier), à la fin de l'Ancien Régime, c'est le « Grand Pérignat », puis « Pérignat-ès-Allier » au XIXe siècle.
Il existe une polémique sur l'appellation actuelle, « Pérignat-sur-Allier », qui proviendrait d'une erreur d'enregistrement du nom du village à la fin du XIXe siècle.
Sur un registre de la mairie, on trouve aussi la dénomination « Pérignat-ès-Allier ». Les panneaux d'entrées et sorties du village indique également ce nom, comme la communication locale, ainsi que le site internet officiel de la mairie.

### Faits historiques
- Passage de voie romaine.
- Nécropole avec fragment de coffre funéraire et céramique sigillée 2e.
- Seigneurie des Cournon au XIIIe siècle, puis des Montmorin au XVe siècle.
- Vestiges d'enceinte fortifiée.

## Politique et administration

### Découpage territorial
Pérignat-sur-Allier est membre de la communauté de communes Billom Communauté, un établissement public de coopération intercommunale (EPCI) à fiscalité propre créé le 1er janvier 2017 dont le siège est à Billom, et issu de la fusion des deux communautés de communes Billom-Saint-Dier - Vallée du Jauron et Mur ès Allier (dont la commune était membre). Billom Communauté est par ailleurs membre d'autres groupements intercommunaux.
Sur le plan administratif, elle est rattachée à l'arrondissement de Clermont-Ferrand, à la circonscription administrative de l'État du Puy-de-Dôme et à la région Auvergne-Rhône-Alpes. Auparavant, elle dépendait du district de Billom et du canton de Mirefleurs en 1793, puis, de 1801 à 2015, du canton de Billom (la commune n'était limitrophe avec aucune commune de ce canton, étant en quelque sorte « enclavée », à l'ouest de Billom, entre les cantons de Cournon-d'Auvergne, Vertaizon, Veyre-Monton et Vic-le-Comte).
Sur le plan électoral, elle dépend du canton de Vic-le-Comte pour l'élection des conseillers départementaux, depuis le redécoupage cantonal de 2014 entré en vigueur en 2015, et de la quatrième circonscription du Puy-de-Dôme pour les élections législatives, depuis le dernier découpage électoral de 2010.

### Élections municipales et communautaires

#### Élections de 2020
Le conseil municipal de Pérignat-sur-Allier, commune de plus de 1 000 habitants, est élu au scrutin proportionnel de liste à deux tours (sans aucune modification possible de la liste), pour un mandat de six ans renouvelable. Compte tenu de la population communale, le nombre de sièges à pourvoir lors des élections municipales de 2020 est de 19. Les dix-neuf conseillers municipaux sont élus au premier tour avec un taux de participation de 61 %, se répartissant en : quinze sièges issus de la liste de Jean Pierre Buche et quatre sièges issus de la liste de Fanny Blanc.
Les trois sièges attribués à la commune au sein du conseil communautaire de la communauté de communes Billom Communauté se répartissent en : deux sièges issus de la liste de Jean Pierre Buche et un siège issu de la liste de Fanny Blanc.

#### Chronologie des maires
| Période                                  | Période                    | Identité           | Étiquette  | Qualité |
| ---------------------------------------- | -------------------------- | ------------------ | ---------- | --- |
| Les données manquantes sont à compléter. |                            |                    |            | |
| mars 2008                                | En cours (au 29 août 2020) | Jean-Pierre Buche, | SE puis PG | Agriculteur Conseiller général du canton de Billom (2011-2014) 2e vice-président de la communauté de communes Mur ès Allier chargé de la voirie et de l'habitat (2014-2016) |

## Équipements et services publics

### Enseignement
Pérignat-sur-Allier dépend de l'académie de Clermont-Ferrand. Elle gère l'école élémentaire publique Pré de l'Eau.
Les élèves poursuivent leur scolarité au collège Marc-Bloch de Cournon-d'Auvergne, puis au lycée René-Descartes de Cournon-d'Auvergne pour les filières générales et la filière technologique STMG, ou au lycée La-Fayette à Clermont-Ferrand pour la filière technologique STI2D.

### Instances judiciaires
Pérignat-sur-Allier dépend de la cour d'appel de Riom et des tribunaux administratif, judiciaire et de commerce de Clermont-Ferrand.

## Population et société

### Démographie
L'évolution du nombre d'habitants est connue à travers les recensements de la population effectués dans la commune depuis 1793. Pour les communes de moins de 10 000 habitants, une enquête de recensement portant sur toute la population est réalisée tous les cinq ans, les populations de référence des années intermédiaires étant quant à elles estimées par interpolation ou extrapolation. Pour la commune, le premier recensement exhaustif entrant dans le cadre du nouveau dispositif a été réalisé en 2006.

En 2022, la commune comptait 1 492 habitants, en évolution de −1,58 % par rapport à 2016 (Puy-de-Dôme : +2,1 %, France hors Mayotte : +2,11 %).
| 1793 | 1800 | 1806 | 1821 | 1831 | 1836 | 1841 | 1846 | 1851 |
| ---- | ---- | ---- | ---- | ---- | ---- | ---- | ---- | ---- |
| 625  | 515  | 594  | 606  | 556  | 643  | 632  | 690  | 618  |

| 1856 | 1861 | 1866 | 1872 | 1876 | 1881 | 1886 | 1891 | 1896 |
| ---- | ---- | ---- | ---- | ---- | ---- | ---- | ---- | ---- |
| 624  | 564  | 567  | 570  | 565  | 570  | 578  | 542  | 546  |

| 1901 | 1906 | 1911 | 1921 | 1926 | 1931 | 1936 | 1946 | 1954 |
| ---- | ---- | ---- | ---- | ---- | ---- | ---- | ---- | ---- |
| 509  | 488  | 389  | 340  | 365  | 334  | 300  | 322  | 379  |

| 1962 | 1968 | 1975 | 1982 | 1990  | 1999  | 2006  | 2011  | 2016  |
| ---- | ---- | ---- | ---- | ----- | ----- | ----- | ----- | ----- |
| 424  | 471  | 592  | 879  | 1 107 | 1 246 | 1 334 | 1 483 | 1 516 |

| 2021  | 2022  | - | - | - | - | - | - | - |
| ----- | ----- | - | - | - | - | - | - | - |
| 1 498 | 1 492 | - | - | - | - | - | - | - |

## Culture locale et patrimoine

### Lieux et monuments
Une borne gallo-romaine à panneau, d'un format caractéristique de la Civitas des Arvernes, a été trouvée sur la commune. Elle est conservée et exposée au Musée de Moulins-sur-Allier
Église Sainte-Agathe XIIe siècle (inscrite à l'Inventaire supplémentaire des monuments historiques, par arrêté du 4 décembre 1968) : fortifiée, reprise aux XVIe et XVIIe siècles, avec une cloche datant de 1678.

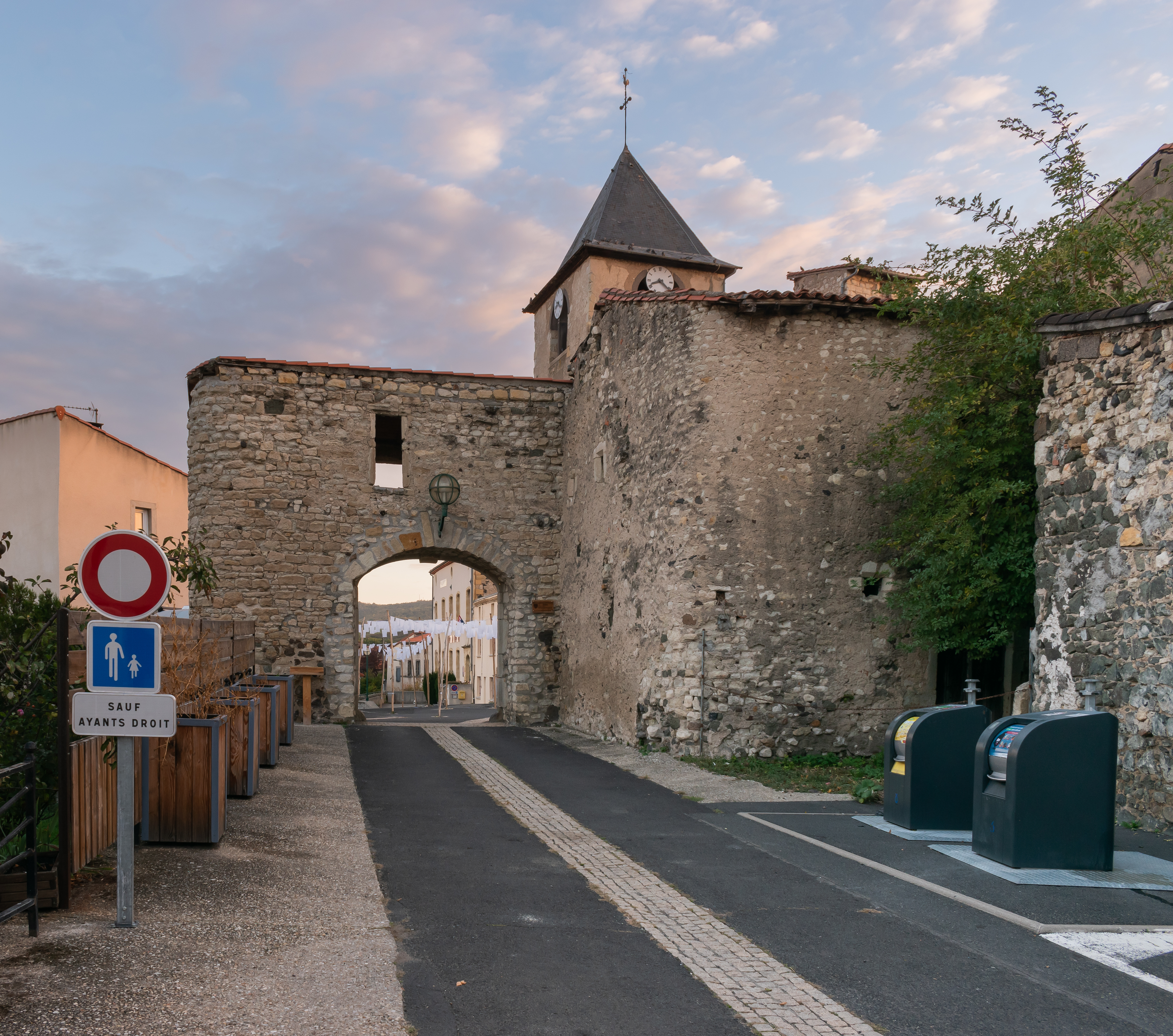
Vestiges d'enceinte fortifiée.
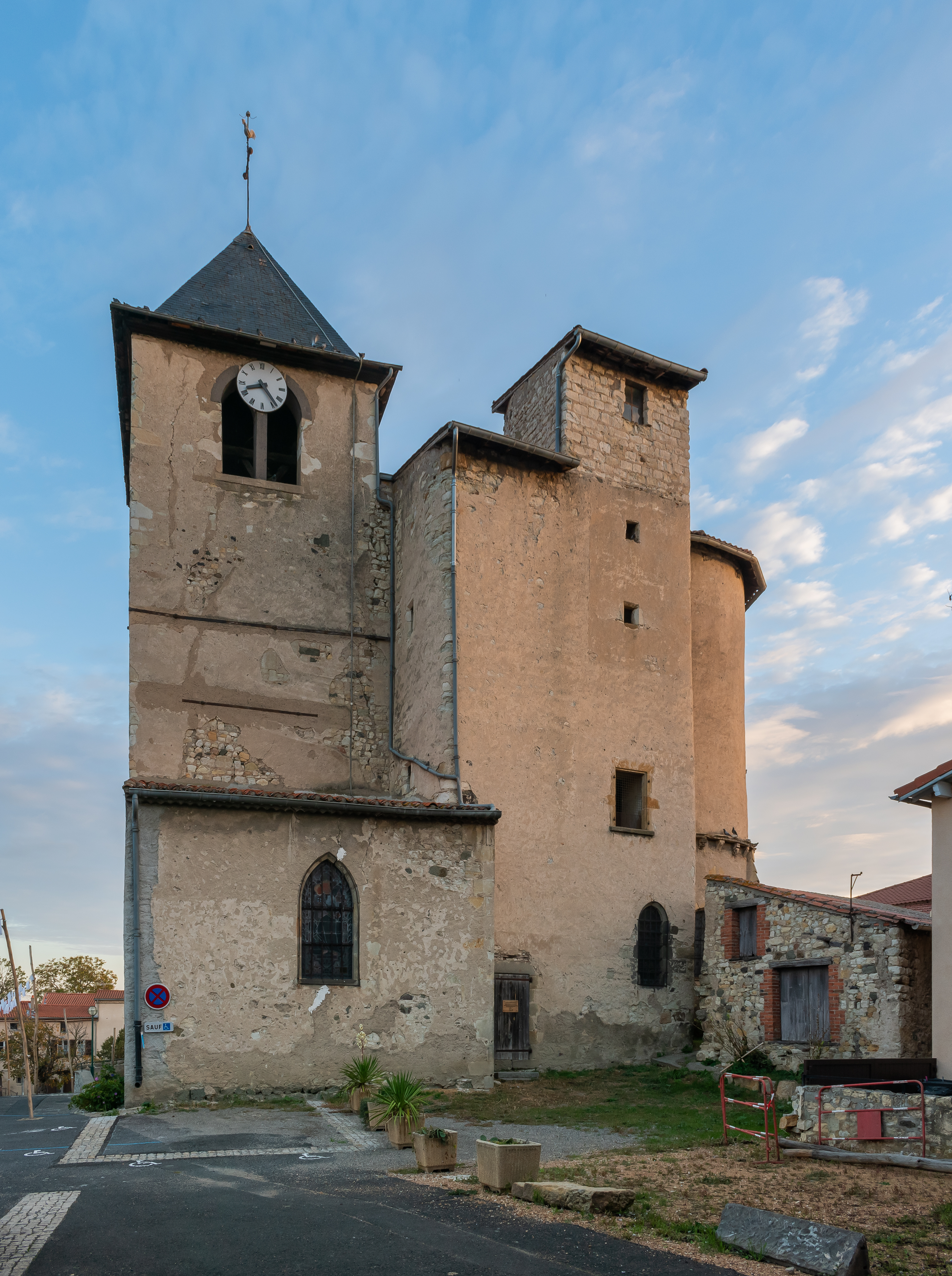
Église Sainte-Agathe.

### Personnalités liées à la commune
- Raphaël Géminiani, coureur cycliste.
- George Onslow, musicien, compositeur (1784-1853).